# Mastixis macedo
Mastixis macedo är en fjärilsart som beskrevs av Druce 1891. Mastixis macedo ingår i släktet Mastixis och familjen nattflyn. Inga underarter finns listade i Catalogue of Life.